# 名鉄ト150形貨車
名鉄ト150形貨車（めいてつト150がたかしゃ）とは、かつて名古屋鉄道で運用されていた木造貨車（無蓋車）である。

## 概要
1941年（昭和16年）、名鉄社内の10ｔ積木造無蓋車のうち石炭荷重が設定されていない無蓋車をまとめて1形式としたものである。そのため、前身は3つの会社（尾西鉄道、各務原鉄道、渥美電鉄）の無蓋車である。
ト151・152
- 151及び152は尾西鉄道が1899年（明治32年）に導入したト109、ト110である。尾西鉄道が名古屋鉄道に合併後の1929年（昭和4年）に10ｔ積に改造されている。1941年（昭和16年）の形式変更のさいト150形貨車（ト151、ト152）となる。側板や妻板を撤去し、長物車の代用としても使用され、1958年（昭和33年）に形式変更により長物車チ40形（チ43・チ44）となる。

ト153・154
- ト153及びト154は各務原鉄道が1925年（大正14年）に導入したオワ1、オワ2である。各務原鉄道が名古屋鉄道に合併後、1941年（昭和16年）の形式変更のさいト150形貨車（ト153、ト154）となる。1964年（昭和39年）廃車。

ト155・ト156・ト157
- ト155・ト156・ト157は元渥美鉄道の貨車である。渥美電鉄は1923年（大正12年）に無蓋車を4両（ト700、ト701、ト702、ト703）を導入したが、設計認可が保留されてしまい、すぐに運用されなかった。これらの貨車のうちト703は手制動ブレーキを設置することにより1925年（大正14年）に認可がおり、フト703[1]となる。残り3両はブレーキを設置しない状態で1926年（大正15年）に認可され、ト700・ト701・ト702となる。1928年（昭和3年）にフト703はト703に改番する。
- 渥美電鉄が名古屋鉄道に合併後、1941年（昭和16年）の形式変更のさい、手制動ブレーキのあるト703はトフ70形（トフ71）[2]に改番。残りの3両はト150形貨車（ト155、ト156、ト157）に改番する。1954年（昭和29年）に名古屋鉄道が渥美線を豊橋鉄道へ譲渡されたさい、ト150形（ト155 - ト157）及びトフ70形（トフ71）は豊橋鉄道に移る。ト150形（ト157）とトフ70形（トフ71）は1959年（昭和34年）頃に田口線に移動、1963年（昭和38年）に廃車となる。